# Vasalemma jõgi
Vasalemma jõgi är ett vattendrag i Estland. Det ligger i landskapet Harjumaa, i den västra delen av landet, 40 km väster om huvudstaden Tallinn.